# Janina Barańska

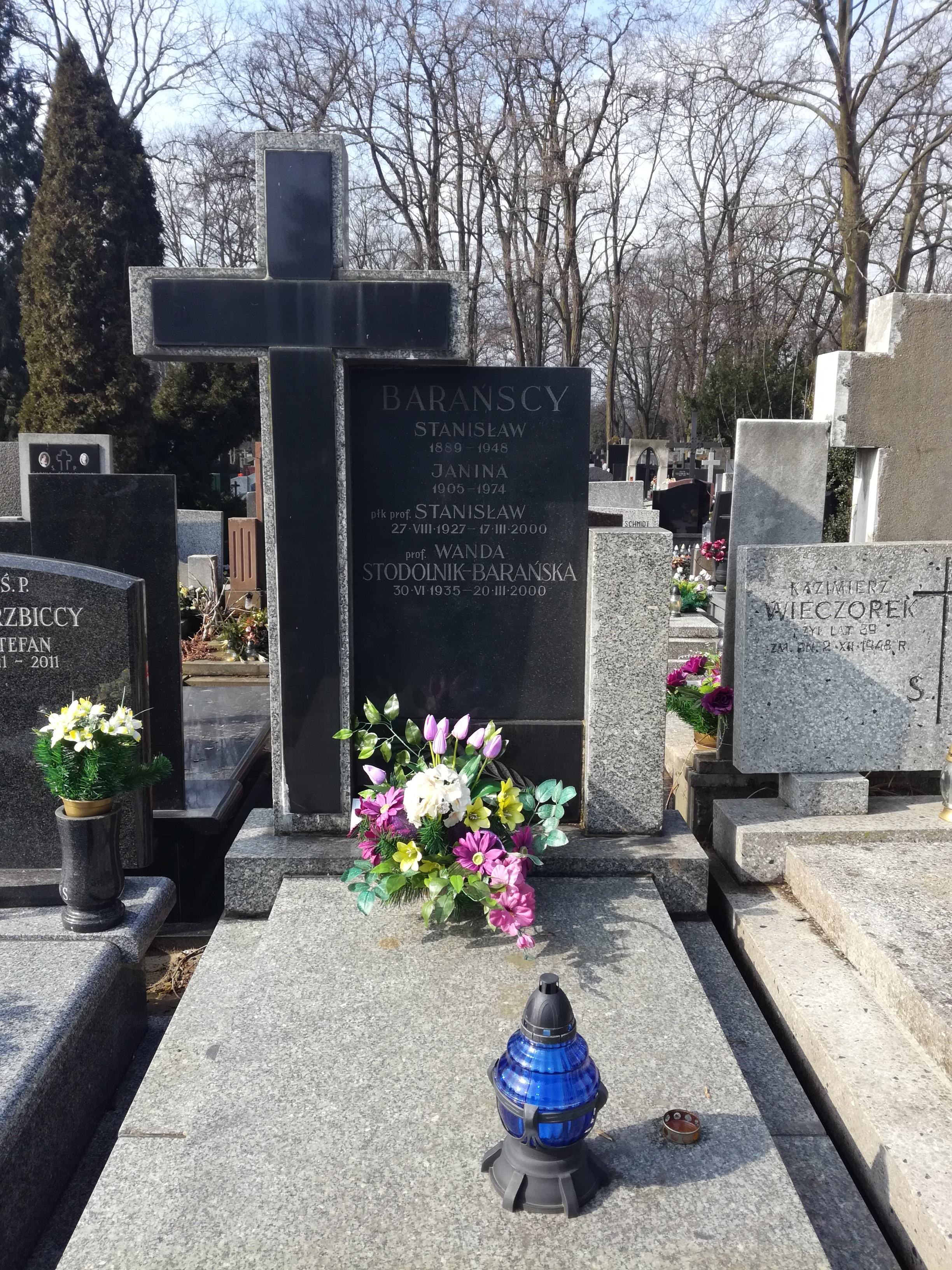
Grób Janiny Barańskiej i profesorów Stanisława Barańskiego i Wandy Stodolnik-Barańskiej

Janina Barańska (ur. 12 grudnia 1905 w Warszawie, zm. 16 grudnia 1974) – polska położna, łączniczka, Sprawiedliwa wśród Narodów Świata.

## Życiorys
Podczas II wojny światowej mieszkała w miejscowości Rubieżewicze (dzisiejsza Białoruś). Miała syna Stanisława (ur. 28 sierpnia 1927 r. w Warszawie). Była położną i w miejscowym szpitalu pracowała razem z żydowskimi lekarzami. Przez niemal dwa lata posyłała żywność i lekarstwa do getta w Rubieżewiczach, funkcjonującego od jesieni 1941 r. do 1943 r. Była również łączniczką między Żydami zamkniętymi w getcie a ukrywającymi się w okolicznych lasach partyzantami.
Janina Barańska pomagała żydowskiemu lekarzowi, Izaakowi Postbriefowi, który latem 1942 r. został wraz z żoną i czteroletnią córką Diną deportowany do obozu pracy. Barańska wraz z synem Stanisławem zabrała dziewczynkę do swojego mieszkania. Przez jakiś czas ukrywano ją w zabudowaniach przylegających do ich domu. Dziewczynka tak wspominała po wojnie tamten okres: „Zostałam pod opieką Janiny Barańskiej, która ustosunkowała się do mnie jak do własnego dziecka, żywiła i ubierała mnie i dbała o mnie przez okres około sześciu miesięcy”. Wiadomo, że ocalona Dina Postbrief w 1957 r. wyjechała z Polski do Izraela. Barańska pomagała także żydowskim siostrom Icie i Gicie Grinabaum oraz rodzinie lekarza Urwicza. Z kolei Izaaka Szymonowiczowa ukryła w trakcie obławy we wsi. Wysyłała także paczki rodzinie deportowanego na Syberię lekarza Geniga.
Pochowana na cmentarzu Bródnowskim w Warszawie (kwatera 9D-3-28).

## Odznaczenia
2 czerwca 1993 r. Janina Barańska wraz z synem Stanisławem otrzymała przyznany przez instytut Jad Waszem medal Sprawiedliwy wśród Narodów Świata.